# كاسبر كوزلوفسكي
كاسبر كوزلوفسكي (بالبولندية: Kacper Kozłowski) مواليد 7 ديسمبر 1986 في أولشتين، بولندا، هو عداء بولندي متخصص في 400 متر. مثل بلاده في الأولمبياد.

## سجل المنافسة
| العام       | المسابقة                                      | المكان        | المركز      | حدث             | ملاحظة      |
| يمثل بولندا | يمثل بولندا                                   | يمثل بولندا   | يمثل بولندا | يمثل بولندا     | يمثل بولندا |
| ----------- | --------------------------------------------- | ------------- | ----------- | --------------- | ----------- |
| 2005        | بطولة أوروبا لألعاب القوى للناشئين 2005       | كاوناس        | 4           | 400 م           | 46.87       |
| 2007        | بطولة أوروبا لألعاب القوى تحت 23 سنة 2007     | دبرتسن، المجر | 3           | 400m            | 45.86       |
| 2007        | بطولة أوروبا لألعاب القوى تحت 23 سنة 2007     | دبرتسن، المجر | 2           | 4x400 م تتابع   | 3:04.76     |
| 2007        | بطولة العالم لألعاب القوى 2007                | أوساكا        | 3           | 4 x 400 م تتابع | 3:00.05     |
| 2009        | الألعاب الجامعية الصيفية 2009                 | بلغراد        | 4           | 400 م           | 46.27       |
| 2009        | الألعاب الجامعية الصيفية 2009                 | بلغراد        | 2           | 4 x 400 م تتابع | 3:05.69     |
| 2009        | بطولة العالم لألعاب القوى 2009                | برلين         | 5           | 4 x 400 م تتابع | 3:02.23     |
| 2010        | بطولة أوروبا لألعاب القوى 2010                | برشلونة       | 8           | 400 م           | 46.07       |
| 2010        | بطولة أوروبا لألعاب القوى 2010                | برشلونة       | 5           | 4 x 400 م تتابع | 3:03.42     |
| 2011        | بطولة العالم لألعاب القوى 2011                | دايغو         | 11          | 4 x 400 م تتابع | 3:01.84     |
| 2012        | بطولة أوروبا لألعاب القوى 2012                | هلسنكي        | 13          | 400 م           | 46.54       |
| 2012        | بطولة أوروبا لألعاب القوى 2012                | هلسنكي        | 4           | 4 x 400 م تتابع | 3:02.37     |
| 2012        | ألعاب القوى في الألعاب الأولمبية الصيفية 2012 | بكين          | 9           | 4 x 400 م تتابع | 3:02.86     |
| 2013        | بطولة العالم لألعاب القوى 2013                | موسكو         | 7           | 4 x 400 م تتابع | 3:01.73     |
| 2014        | بطولة العالم لألعاب القوى داخل الصالات 2014   | سوبوت         | 4           | 4 x 400 م تتابع | 3:04.39     |
| 2014        | بطولة العالم للتتابع 2014                     | ناساو         | 19          | 4 x 400 م تتابع | 3:05.16     |
| 2014        | بطولة أوروبا لألعاب القوى 2014                | زيورخ         | 3           | 4 x 400 م تتابع | 2:59.85     |
| 2015        | بطولة العالم للتتابع 2015                     | ناساو         | 9           | 4x400 م تتابع   | 3:03.23     |

## روابط خارجية
- كاسبر كوزلوفسكي على موقع الاتحاد الدولي لألعاب القوى (الإنجليزية)
- كاسبر كوزلوفسكي على موقع الاتحاد الأوروبي لألعاب القوى (الإنجليزية)
- كاسبر كوزلوفسكي على موقع الرابطة البولندية لألعاب القوى (البولندية)
- كاسبر كوزلوفسكي على موقع اللجنة الأولمبية الدولية (الإنجليزية)
- كاسبر كوزلوفسكي على موقع أوليمبيديا (الإنجليزية)
- كاسبر كوزلوفسكي على موقع اللجنة الأولمبية البولندية (مؤرشف) (البولندية)